# الألعاب البارالمبية الشتوية 2026
الألعاب البارالمبية الشتوية 2026 (بالإيطالية: Giochi paralimpici invernali del 2026)، والتي تحمل العلامة التجارية ميلانو كورتينا 2026، هي حدث دولي شتوي متعدد الرياضات للرياضيين ذوي الإعاقة، ومن المقرر أن يقام في ميلانو وكورتينا دامبيدزو، إيطاليا، من 6 إلى 15 مارس. حيث أُجريت الانتخابات في 24 يونيو 2019 في الدورة 134 للجنة الأولمبية الدولية في لوزان، سويسرا، موطن المقر الرئيسي للجنة الأولمبية الدولية. وانتُخبت ميلانو-كورتينا كمُضيف، بعد هزيمة ستوكهولم-أوره [الإنجليزية].
ستمثل هذه الألعاب الدورة البارالمبية الثالثة التي تستضيفها إيطاليا وستصادف الذكرى العشرين لدورة الألعاب البارالمبية الشتوية 2006 في تورينو.

## الرياضات
يتوقع إقامة 79 حدثاً في 6 رياضات بارالمبية شتوية.
- التزلج على المنحدرات الثلجية  (تفاصيل)
- بياثلون  (تفاصيل)
- تزلج ريفي  (تفاصيل)
- هوكي الزلاجات الجليدي [الإنجليزية]
- تزلج على الثلوج  (تفاصيل)
- كرلنغ الكراسي المتحركة [الإنجليزية]

## الملاعب
ملاعب انعقاد الألعاب أدناه.

### تجمع ميلانو
- معرض فييرا ميلانو - هوكي الزلاجات الجليدي، مركز البث الدولي ومركز الصحافة الرئيسي.

### تجمع فال دي فييمي
- ملعب لاغو دي تيسيرو كروس كانتري، تيسيرو - البياثلون والتزلج الريفي على الثلج.

### تجمع كورتينا دامبيزو
- منحدر أوليمبيا ديلي توفاني، كورتينا دامبيدزو - التزلج على جبال الألب، والتزلج على الجليد.
- ملعب الجليد الأولمبي، كورتينا – كرلنغ الكراسي المتحركة، الحفل الختامي.

### فيرونا
- ملعب فيرونا – حفل الافتتاح.

## التسويق

### الشعار
أُعلن عن تصميم باسم «فوتورا» كشعار للألعاب الأولمبية الشتوية والبارالمبية 2026 في 30 مارس 2021، بعد تصويت عام بين مرشحين اثنين من تصميم شركة لاندور أسوسييت. وأُعيد تلوين النسخة البارالمبية بتدرج أحمر وأزرق وأخضر لترمز إلى الشفق القطبي وألوان شعار الألعاب البارالمبية..

### التميمة
أُجري تصويت عبر الإنترنت أُغلق في 28 فبراير 2023 بين قائمة من المرشحين لاختيار تميمة الألعاب الأولمبية والألعاب البارالمبية، وكانت الترشيحات الفائزة مستوحاة من حيوان القاقم. وقد كُشف عن أن أسمائهم هي تينا وميلو (المُشتقة من أسماء المدن المضيفة)، مع كون ميلو، القاقم البني، تميمة الألعاب البارالمبية. صُورت الشخصية على أنها ولدت بلا ساق، وتمثل البراعة وقوة الإرادة والإبداع.